# Royal Philharmonic Society
La Royal Philharmonic Society (RPS) es una sociedad musical británica. Fundada en 1813 como la Philharmonic Society of London, adquirió su nombre actual en celebración de su temporada de conciertos número 100, en 1912. Entre otros galardones, desde 1871, la sociedad otorga, excepcionalmente, una Medalla de Oro y, desde 1989, presenta los premios anuales Royal Philharmonic Society Music Awards.

## Historia
Fundada el 24 de enero de 1813, su primer concierto tuvo lugar el 8 de marzo de 1813 con una orquesta dirigida por Johann Peter Salomon, con el pianista Muzio Clementi y el violinista Nicolas Mori, interpretando sinfonías de Joseph Haydn y de Ludwig van Beethoven.
En 1817, la sociedad encargó a Beethoven la composición de una sinfonía, Sinfonía n.º 9 en re menor, op. 125 (1824), que sería adaptada en el siglo XX por Herbert von Karajan para el Himno Europeo.
Otras obras encargadas por la sociedad incluyen cuatro oberturas de Beethoven, tres obras de Cherubini, la Sinfonía n.º 4 (Mendelssohn), también conocida como la Italiana (1833), de Felix Mendelssohn y la Sinfonía n.º 3 de Camille Saint-Saëns (1886).
Entre los directores y músicos asociados con la sociedad figuran Ignaz Moscheles, Domenico Dragonetti, Ludwig Spohr, Hector Berlioz, Richard Wagner, quien dirigió la temporada entera de 1855, William Sterndale Bennett, el director durante los diez siguientes años, Thérèse Tietjens, Christina Nilsson, Arthur Sullivan y Piotr Ilich Chaikovski, quien dirigió conciertos de sus obras para la sociedad en 1888 y 1893.

## Medalla de Oro
La Medalla de Oro de la Royal Philharmonic Society fue concedido por primera vez en 1871. Consiste en el perfil de un busto de Beethoven de Johann Nepomuk Schaller (1777-1842) que fue entregado a la Society en el centenario del nacimiento de Beethoven, en 1870.  